# 深谷忠記
深谷 忠記（ふかや ただき、1943年12月17日 -）は日本の小説家、推理作家。東京都生まれの千葉県育ち。
東京大学理学部卒。日本推理作家協会、本格ミステリ作家クラブ、各会員。

## 概要
- 出版社勤務、学習塾経営等を経る[2]。
- 1982年、『ハーメルンの笛を聴け』で江戸川乱歩賞候補となる。
- 1985年、『殺人ウイルスを追え』で第三回サントリーミステリー大賞の佳作に入選し、本格派の新鋭として注目を集める。
- 1986年の『信州・奥多摩殺人ライン』以後は、数学者の黒江壮と出版社の文芸部員・笹谷美緒のコンビを主人公にした『阿蘇・雲仙逆転の殺人』、『札幌・仙台48秒の逆転』といったトラベルミステリー、『「法隆寺の謎」殺人事件』、『人麻呂の悲劇』といった歴史ミステリーを主に書き続けてきたが、1994年の『運命の塔』を境にして、以後は『自白の風景』、『十五年目の序章』（『五十年目の序章』と改題）、『迷界流転』（『平城京殺人事件』と改題）などの単発物が増え、2000年以後は『目撃』、『Pの迷宮』（『黙秘』と改題）、『審判』、『毒』、『傷』、『殺人者』といった単発物の社会派本格ミステリーが中心になっている。

## 作品

### シリーズ作品

#### 壮＆美緒シリーズ
東京・水道橋にある慶明大学（けいめいだいがく）で助手（のちに講師に昇格）をしている数学者の黒江壮と、
神田にある中堅出版社・清新社（せいしんしゃ）の文芸書籍編集部員の笹谷美緒のコンビが、難事件を解決するトラベルミステリーシリーズ。
- 信州・奥多摩殺人ライン（1986年9月 エイコー・ノベルズ / 1989年3月 ケイブンシャ文庫 / 1992年8月 講談社文庫 / 2017年3月 光文社文庫）
- 「阿蘇・雲仙」逆転の殺人（1986年10月 カッパ・ノベルス / 1990年6月 光文社文庫 / 2000年2月 ケイブンシャ文庫）
- 「札幌・仙台」48秒の逆転（1987年4月 カッパ・ノベルス / 1990年10月 光文社文庫 / 2000年12月 ケイブンシャ文庫）
- アリバイ特急＋－の交叉（1987年7月 講談社ノベルス / 1990年5月 講談社文庫 / 1997年8月 ケイブンシャ文庫）
- 「南紀・伊豆」Sの逆転（1987年11月 カッパ・ノベルス / 1991年2月 光文社文庫 / 2001年11月 ケイブンシャ文庫）
- 津軽（アリバイ）海峡＋－の交叉（1988年1月 講談社ノベルス / 1991年4月 講談社文庫 / 1998年3月 ケイブンシャ文庫）
- 「法隆寺の謎」殺人事件（1988年5月 カッパ・ノベルス / 1992年2月 光文社文庫 / 1999年7月 徳間文庫）
- 横浜・長崎殺人ライン（1988年7月 エイコー・ノベルズ / 1991年8月 光文社文庫）
- 弥彦・出雲崎殺人ライン（1988年9月 トクマ・ノベルズ / 1991年7月 徳間文庫 / 2001年1月 光文社文庫）
- 「万葉集の謎」殺人事件（1988年12月 カッパ・ノベルス / 1992年7月 光文社文庫 / 2000年1月 徳間文庫）
- 寝台特急「出雲」＋－の交叉（1989年3月 講談社ノベルス / 1992年1月 講談社文庫 / 1998年11月 ケイブンシャ文庫）
- 「邪馬台国の謎」殺人事件（1989年7月 カッパ・ノベルス / 1993年3月 光文社文庫 / 2000年7月 徳間文庫）
- 詩人の恋 信州殺人事件（1989年9月 ノン・ノベル / 1996年6月 ノン・ポシェット）
- 指宿・桜島殺人ライン（1989年11月 トクマ・ノベルズ / 1993年4月 徳間文庫 / 2002年7月 光文社文庫）
- 鈴蘭伝説の殺人（1990年1月 カッパ・ノベルス）
  - 【改題】札幌・鈴蘭伝説の殺人（1993年8月 光文社文庫 / 2001年7月 徳間文庫）
- 「博多・熱海」殺人交点（1990年5月 カッパ・ノベルス）
  - 【改題】熱海・黒百合伝説の殺人（1994年3月 光文社文庫 / 2002年1月 徳間文庫）
- 北津軽逆アリバイの死角（1990年7月 講談社ノベルス / 1993年6月 講談社文庫）
  - 【改題】「太宰治の旅」殺人事件（1999年6月 ケイブンシャ文庫）
- 天城峠殺人交差（1990年10月 ノン・ノベル）
  - 【改題】踊り子の謎 天城峠殺人交差（1997年12月 ノン・ポシェット）
- 函館・芙蓉伝説の殺人（1990年12月 カッパ・ノベルス / 1994年8月 光文社文庫 / 2002年8月 徳間文庫）
- 伊良湖・犬山殺人ライン（1991年5月 トクマ・ノベルズ / 1995年11月 徳間書店 / 2003年5月 光文社文庫）
- 人麻呂の悲劇（1991年9月 カッパ・ノベルス【上・下】 / 1995年4月 光文社文庫【上・下】 / 2006年4月 徳間文庫）
- 萩・津和野殺人ライン（1992年3月 カドカワノベルズ / 1994年12月 角川文庫 / 2004年5月 光文社文庫）
- 倉敷・博多殺人ライン（1992年11月 Ｃ★ＮＯＶＥＬＳ / 1997年10月 中公文庫 / 2005年5月 光文社文庫）
- 釧路・札幌1/10000の逆転（1993年6月 カッパ・ノベルス / 1998年2月 光文社文庫 / 2011年3月 光文社文庫【新装版】）
- 尾道・鳥取殺人ライン（1993年10月 ジョイ・ノベルス / 2001年8月 光文社文庫 / 2008年4月 徳間文庫）
- 横浜・修善寺0の交差（1994年9月 講談社ノベルス / 1997年8月 講談社文庫 / 2005年12月 光文社文庫）
- 能登・金沢30秒の逆転（1995年11月 カッパ・ノベルス / 2000年4月 光文社文庫）
- 長崎・壱岐殺人ライン（1996年5月 カドカワノベルズ / 2000年3月 角川文庫 / 2006年7月 光文社文庫）
- 千曲川殺人悲歌（1997年5月 講談社ノベルス / 2001年1月 講談社文庫 / 2006年12月 光文社文庫）
- 安曇野・箱根殺人ライン（1999年10月 ジョイ・ノベルス / 2003年8月 講談社文庫 / 2010年5月 光文社文庫）
- 札幌・オホーツク逆転の殺人（2000年10月 カッパ・ノベルス / 2003年10月 光文社文庫 / 2018年8月 光文社文庫【新装版】）
- 佐渡・密室島の殺人（2002年8月 トクマ・ノベルズ / 2004年8月 徳間文庫 / 2007年12月 光文社文庫）
- 十和田・田沢湖殺人ライン（2004年9月 ジョイ・ノベルス / 2008年5月 光文社文庫）
- 多摩湖・洞爺湖殺人ライン（2006年6月 ジョイ・ノベルス / 2009年5月 光文社文庫）
- 「奥の細道」不連続殺人ライン（2013年9月 徳間文庫）
- 遺産相続の死角 東京～札幌殺人ライン（2014年7月 光文社文庫）
- 悪意の死角 東京～京都殺人ライン（2015年7月 光文社文庫）
- 愛の死角 京都～東京殺人ライン（2016年9月 光文社文庫）
- Ｎの悲劇 東京～金沢殺人ライン（2017年12月 光文社文庫）
- ＡＩには殺せない 東京～出雲殺人ライン（2019年1月 光文社文庫）

#### 宇津木冬彦シリーズ
警視庁捜査一課警部補である宇津木冬彦が活躍するシリーズ。
- 飛鳥殺人事件（1992年8月 カッパ・ノベルス【上・下】 / 1996年2月 光文社文庫【上・下】 / 2005年6月 徳間文庫）
- 東京・上海　二重交点の謎（1995年1月 カッパ・ノベルス）
  - 【改題】横浜・木曾殺人交点（1999年4月 光文社文庫 / 2004年4月 徳間文庫）

### シリーズ外作品
- 落ちこぼれ探偵塾―偏差値殺人事件（1982年7月 ソノラマ文庫）
  - 【改題】偏差値殺人事件（1988年1月 ケイブンシャ文庫）
    - 偏差値・内申書殺人事件（1998年1月 講談社文庫）- 「偏差値殺人事件」と「内申書殺人事件」の合本
- ハムレットの内申書（1983年7月 ソノラマ文庫）
  - 【改題】内申書殺人事件（1988年7月 ケイブンシャ文庫）
    - 偏差値・内申書殺人事件（1998年1月 講談社文庫）- 「偏差値殺人事件」と「内申書殺人事件」の合本
- 甲子園殺人事件（1984年5月 ソノラマ文庫 / 1987年9月 ケイブンシャ文庫 / 1996年4月 光文社文庫）
- 西多摩殺人事件（1984年11月 エイコー・ノベルズ）
  - 【改題】成田・青梅殺人ライン（1988年10月 光文社文庫 / 1998年9月 日文文庫）
- 0.096逆転の殺人（1986年4月 カッパ・ノベルス / 1990年2月 光文社文庫 / 1997年10月 日文文庫）
- 南房総・殺人ライン（1987年2月 廣済堂ブルーブックス / 1988年10月 広済堂文庫）
  - 【改題】房総・武蔵野殺人ライン（1994年6月 講談社文庫）
- 一万分の一ミリの殺人（1987年6月 廣済堂ブルーブックス / 1989年10月 講談社文庫）
  - 【改題】殺人ウイルスを追え（2000年5月 日文文庫 / 2014年10月 光文社文庫）
- 東大・一橋大ゼロの誘拐（1987年10月 トクマ・ノベルズ）
  - 【改題】ゼロの誘拐（1990年11月 徳間文庫 / 1999年8月 日文文庫）
- 暗号・殺人劇場（1988年4月 ノン・ノベル）
  - 【改題】一七七文字の殺人（1995年6月 ノン・ポシェット）
- ハーメルンの笛を聴け（1989年5月 中央公論新社 / 1991年11月 Ｃ★ＮＯＶＥＬＳ / 1995年8月 中公文庫）
- 虹色の罠（1989年8月 トクマ・ノベルズ / 1991年11月 徳間文庫） 
  - 【収録作】「死者の証明」「虫の魂」「残酷な夕陽」「哀れな鬼子母」「誤算」「お礼参り」
- 黒の組曲（1992年1月 双葉社 / 1994年1月 双葉ノベルズ / 1996年3月 双葉文庫）
- 運命の塔（1994年5月 講談社 / 1996年6月 講談社ノベルス / 2002年6月 講談社文庫）
- 十五年目の序章（1995年8月 徳間書店）
  - 【改題】五十年目の序章 東京・佐賀殺人ライン（1997年9月 トクマ・ノベルズ / 2000年12月 徳間文庫）
- 自白の風景（1996年10月 講談社 / 2001年1月 トクマ・ノベルズ / 2003年2月 徳間文庫）
- 男＋女＝殺人（1997年6月 実業之日本社）
  - 【収録作】「居眠り刑事」「武蔵が教えた」「階上のピアノ」「欲と毒」「綾の怨恨」「祭り囃子の夜」「凶悪な炎」「偶然と必然」
- ダンチェンコの罠（1997年10月 双葉社）
  - 【改題】逆転!一億円詐取（2001年6月 トクマ・ノベルズ / 2003年6月 双葉文庫）
- 迷界流転（1998年4月 中央公論新社）
  - 【改題】平城京殺人事件（2001年2月 中公文庫 / 2004年12月 光文社文庫）
- ソドムの門（1999年1月 祥伝社 / 2002年10月 祥伝社文庫）
- タイム（2000年3月 角川書店 / 2002年5月 角川文庫）
- 目撃（2002年3月 角川書店 / 2005年10月 角川文庫 / 2020年12月 徳間文庫）
- 殺意の陥穽（2003年6月 徳間書店 / 2007年6月 徳間文庫）
- Pの迷宮（2003年9月 角川書店）
  - 【改題・加筆】黙秘（2009年7月 講談社文庫）
- 審判（2005年4月 徳間書店 / 2009年5月 徳間文庫 / 2019年6月 徳間文庫【新装版】）
- 毒（2006年8月 徳間書店 / 2011年1月 徳間文庫）
- 傷（2007年7月 徳間書店）
  - 【改題】立証（2011年6月 徳間文庫 / 2022年1月 徳間文庫【新装版】）
- 悲劇もしくは喜劇（2008年7月 実業之日本社）
  - 【改題・全面改稿】偽証（2010年11月 実業之日本社文庫 / 2023年7月 徳間文庫）
- 殺人者（2009年8月 徳間書店）
  - 【改題】殺人者（ソウル・マーダー）（2012年2月 徳間文庫 / 2023年3月 徳間文庫【新装版】）
- 評決（2010年7月 徳間書店）
  - 【改題】評決の行方 母親殺し事件の深層（2015年11月 光文社文庫）
- 無罪（2011年8月 徳間書店 / 2018年4月 光文社文庫）
- 共犯（2012年8月 徳間書店）
  - 【改題】共犯 幼女誘拐事件の行方（2016年3月 光文社文庫）
- 我が子を殺した男（2017年6月 光文社文庫） 
  - 【収録作】「欲と毒」「階上のピアノ」「居眠り刑事」「武蔵が教えた」「我が子を殺した男」
- 執行（2021年8月 徳間書店 / 2023年12月 徳間文庫）

### アンソロジー
「」内が深谷忠記の作品
- 推理小説代表作選集 1987年版（1988年5月 講談社）「死者の証明」
  - 【改題・再編集】誰がための殺人 ミステリー傑作選25（1993年11月 講談社文庫）
- ミステリーが好き（1990年4月 新潮社 / 1995年1月 講談社文庫）「階上のピアノ」
- 日本ベストミステリー「珠玉集」〈中〉（1992年7月 光文社カッパ・ノベルス）「綾の怨恨」
  - 【改題】秘密コレクション 日本ベストミステリー選集23（1996年7月 光文社文庫）
- 「傑作推理」（ベスト・オブ・ベスト）大全集〈下〉（1995年8月 光文社カッパ・ノベルス）「武蔵が教えた」
  - 【改題】黒衣のモニュメント 日本ベストミステリー選集27（2000年6月 光文社文庫）
- 現場不在証明　ミステリーアンソロジー（1995年8月 角川文庫）「凶悪な炎」
- 最新「珠玉推理」大全〈中〉（1998年9月 光文社カッパ・ノベルス）「井伊直弼は見ていた？」
  - 【改題】怪しい舞踏会 日本ベストミステリー選集29（2002年5月 光文社文庫）
- 迷宮の旅行者 本格推理展覧会（1999年10月 青樹社文庫）「居眠り刑事」
- 自選ショート・ミステリー2 ミステリー傑作選・特別編〈6〉（2001年10月 講談社文庫）「蒔いた種」
- 事件現場に行こう（2001年11月 光文社カッパ・ノベルス）「無意識的転移」
  - 【文庫】事件現場に行こう 日本ベストミステリー選集33（2006年4月 光文社文庫）

## 映像化作品

### テレビドラマ
日本テレビ系
- 火曜サスペンス劇場
  - 信州奥多摩殺人ライン（1987年3月24日、主演：山口果林、原作：信州・奥多摩殺人ライン）
  - 津軽海峡―殺しの双曲線（1988年3月15日、主演：柏原芳恵、原作：津軽海峡＋－の交叉）
  - 再会・殺意の方程式（1988年12月6日、主演：山口果林、原作：アリバイ特急＋－の交叉）

テレビ朝日系
- 土曜ワイド劇場
  - 鬼怒川渓谷湯けむり殺人行（1989年5月27日、主演：岡江久美子、原作：西多摩殺人事件）
  - 伊豆天城峠殺人交差（1992年12月5日、主演：髙嶋政宏・水野真紀、原作：踊り子の謎 天城峠殺人交差）
  - オムニバススペシャル 殺意を抱く女たち「女秘書の誤算」（1995年11月4日、主演：池上季実子、原作：綾の怨恨）
  - 法律事務所シリーズ（主演：水谷豊）
    1. 自白の風景（2006年8月12日）

TBSテレビ系
- 月曜ドラマスペシャル
  - 萩・津和野殺人ライン（1998年7月27日、主演：村上弘明・水野真紀）

BSジャパン
- 女と愛とミステリー
  - 伊豆・天城越え殺人事件!（2001年12月23日、主演：木の実ナナ・浅田美代子、原作：踊り子の謎 天城峠殺人交差） - 1992年にテレビ朝日系で放送された「伊豆天城峠殺人交差」のリメイク版
  - 南紀・伊豆Sの逆転（2002年3月10日、主演：榎木孝明・佐藤藍子）
  - 芸能記者・柳田信吉の挑戦 スター誕生殺人事件（2003年2月23日、主演：内藤剛志、原作：信州・奥多摩殺人ライン）
- 水曜ミステリー9
  - 立証 離婚弁護士 香月佳美（2013年5月29日、主演：富田靖子、原作：立証）
  - 共犯 元刑事 永井耕作の誘拐捜査（2016年6月1日、主演：橋爪功、原作：共犯）

### バラエティー
- 超再現!ミステリー（2012年7月17日、日本テレビ系、原作：毒）